# Богданов, Юрий Вячеславович
Юрий Вячеславович Богданов (1 ноября 1927, Вологда — ?) — советский и российский учёный-геолог, доктор геолого-минералогических наук, профессор, лауреат Государственной премии СССР, член Международной академии минеральных ресурсов.

## Биография
Окончил Ленинградский горный институт по специальности «Геологическая съемка» (1950) и «Геофизика» (1952). В 1955 году защитил кандидатскую диссертацию на тему «Металлогения урана Южной Карелии», в которой наряду с металлогеническим районированием впервые дал описание минерального состава и текстурно-структурных особенностей урановых руд месторождения Мраморная гора и рудопроявлений Фаддейн-Келья и Ялонвара. В 1969 году защитил докторскую диссертацию.
С момента окончания института постоянно работал во Всероссийском научно-исследовательском геологическом институте (ВСЕГЕИ), сначала в отделе специальной металлогении, а с 1957 года — в отделе металлогении и геологии рудных месторождений. С 1992 года — ведущий научный сотрудник, с 1997 года — профессор. Состоял членом Международной академии минеральных ресурсов (МАМР). Лауреат Государственной премии. Награждён орденом Дружбы народов и значком «Отличник разведки недр».

## Научно-исследовательская и педагогическая работа
Юрий Богданов был специалистом в области прогнозирования стратифицировнных месторождений цветных металлов. За время карьеры работал на Урале в группе В. М. Сергиевского, в Карело-Кольском районе и в Мугоджарах в группе Т. В. Билибиной, в Западной и Восточной Сибири, Средней Азии. Сыграл заметную роль в изучении Удоканского месторождения (нынешний Забайкальский край). В 1970-е и 1980-е годы возглавлял группу по оценке потенциала региона Байкало-Амурской магистрали по части полезных ископаемых и созданию прогнозно-металлогенических карт региона. С середины 1980-х годов занимается апробацией и анализом прогнозных ресурсов СССР, а затем России; с 1982 по 1993 год возглавлял сектор прогноза полезных ископаемых ВСЕГЕИ.
Богданов успешно работал за границей, в частности, в Индии (с 1972 по 1974 год), где в качестве эксперта ООН проводил оценку перспективных рудных районов. Участвовал в открытии крупного урано-битумного рудопроявления в штате Уттар-Прадеш. Работал также в Югославии (также в качестве эксперта ООН), Алжире, Йемене и на Кубе.
Юрий Богданов — пионер советской школы стратиформизма и один из руководителей работ по прогнозированию минерально-сырьевой базы России. Среди его учеников — ведущие специалисты России по стратиформным месторождениям цветных металлов, доктора и кандидаты наук. Богданов входил в два специализированных ученых совета ВСЕГЕИ, ранее также входил в состав секций НТС Министерства геологии СССР и в группу кураторов министерства по месторождениям меди.

## Научные работы

### Монографии
- Богданов, Ю. В., Кочин, Г. Г., Кутырев Э. И. и др. Медистые отложения Олекмо-Витимской горной страны. — Л.: Недра, 1966.
- Богданов, Ю. В., Бурьянова, Е. З., Кутырев, Э. И. и др. Стратифицированные месторождения меди СССР. — Л.: Недра, 1973. — 312 с.

### Справочные издания
- Богданов, Ю. В., Феоктистов В. П., Чечеткин В. С. Металлогеническая карта Кодаро-Удоканского прогиба и его обрамления. Масштаб 1/200 00. Объяснительная записка. — Л.: М-во геологии СССР. Всесоюз. ордена Ленина науч.-исслед. геол. ин-т им. А. П. Карпинского, 1989. — 48 с.
- Бельтенев Е. Б., Богданов, Ю. В., Гурьянова В. Н. Металлогеническая карта региона БАМа. Масштаб 1/1 500 000. Объяснительная записка. — Л.: М-во геологии СССР. Всесоюз. ордена Ленина науч.-исслед. геол. ин-т им. А. П. Карпинского, 1981. — 130 с.

### Публикации в периодических изданиях
Статьи Ю. В. Богданова (общим числом более 200) выходили, в частности, в научных и ведомственных журналах:
- Доклады АН СССР (1962, 1967, 1969, 1975, 1979, 1982)
- Записки Всесоюзного минералогического общества (1963)
- Геология рудных месторождений (1959, 1969, 1971)
- Советская геология (1965, 1988)

Помимо научных трудов, Юрий Богданов издал книгу лирики «Страна Удокания» (2003; 2-е изд., доп. — СПб.:ВСЕГЕИ, 2006).